# Zona de prioridad peatonal

Calle de Prioridad Peatonal

Una Calle de Prioridad Peatonal, también conocida como calle residencial, es un tipo de vía urbana diseñada para priorizar la seguridad y el bienestar de los peatones y residentes, reduciendo el tráfico motorizado y promoviendo un entorno tranquilo y seguro. Este tipo de vía es común en áreas residenciales, donde el objetivo principal es fomentar una convivencia armoniosa entre vehículos, peatones y ciclistas, promoviendo la movilidad sostenible y la calidad de vida en los barrios.
Las Calles de Prioridad Peatonal son un elemento clave en la planificación urbana moderna, diseñadas para crear espacios más seguros, tranquilos y sostenibles. Su implementación refleja un compromiso con la movilidad sostenible y la mejora de la calidad de vida en las ciudades, priorizando a las personas sobre los vehículos motorizados

## Características principales

Fin de Calle de Prioridad Peatonal

Las calles de prioridad peatonal se distinguen por una serie de características que las hacen seguras y adecuadas para el tránsito de personas:
1. Limitación de velocidad:  Estas calles suelen tener límites de velocidad reducidos, generalmente entre 10 y 30 km/h, para minimizar el riesgo de accidentes y reducir el ruido ambiental.
2. Infraestructura segura:  Incluyen elementos como aceras amplias, pasos peatonales bien señalizados, reductores de velocidad (como badenes o lomos de asno), y en algunos casos, carriles o espacios exclusivos para bicicletas.
3. Señalización específica:  En España, estas calles suelen estar señalizadas con las dos señales: S-28 (Zona Residencial) y S-29 (Fin de Zona Residencial), que indican a los conductores la necesidad de reducir la velocidad y ceder el paso a los peatones.
4. Posibilidad de aparcamiento:  Aunque el tráfico motorizado está restringido, muchas calles de prioridad peatonal permiten el aparcamiento de vehículos, siempre que no obstaculice el paso de peatones o ciclistas.
5. Diseño urbano:  El diseño de estas calles suele incluir elementos que fomentan la interacción social, como bancos, áreas verdes y espacios de juego para niños, creando un entorno más amigable y comunitario.

## Ejemplos y regulaciones
A diferencia de las calles principales o arterias urbanas, que están diseñadas para facilitar el flujo rápido de vehículos, las calles de prioridad peatonal tienen un enfoque distinto:
- Reducción del tráfico motorizado:  Estas calles no están pensadas para el tránsito intenso de vehículos, sino para reducir el volumen de tráfico y priorizar el desplazamiento a pie o en bicicleta.
- Menor contaminación y ruido:  Al limitar la velocidad y el tráfico, se reduce la contaminación acústica y ambiental, mejorando la calidad de vida de los residentes.
- Espacio seguro para peatones:  Los peatones tienen prioridad en estas calles, lo que permite un entorno más seguro para caminar, jugar o realizar actividades sociales.

Las calles de prioridad peatonal forman parte de políticas urbanísticas orientadas a la movilidad sostenible y la pacificación del tráfico. En muchos países, estas vías están reguladas por normativas específicas que garantizan su correcta implementación y uso. 
- En España:  Estas calles pueden estar señalizadas como "Zona Residencial" o "Calle de Prioridad Peatonal", indicando a los conductores la necesidad de reducir la velocidad y ceder el paso a los peatones. Además, suelen estar integradas en planes de movilidad urbana que promueven la reducción del uso del coche en favor de medios de transporte más sostenibles.
- En otros países:  En ciudades como Ámsterdam (Países Bajos) o Copenhague (Dinamarca), las calles de prioridad peatonal son comunes y forman parte de una estrategia más amplia para fomentar la movilidad activa y reducir la dependencia del automóvil.

## Beneficios
Las calles de prioridad peatonal ofrecen numerosos beneficios para los residentes y el medio ambiente:
- Seguridad vial:  Al reducir la velocidad y el tráfico, se disminuye el riesgo de accidentes, especialmente para los grupos más vulnerables como niños, ancianos y personas con movilidad reducida.
- Mejora de la calidad de vida:  Estas calles fomentan un entorno más tranquilo y agradable, promoviendo la interacción social y el bienestar de los vecinos.
- Sostenibilidad:  Al priorizar el tránsito peatonal y ciclista, se contribuye a reducir las emisiones de gases contaminantes y a promover hábitos de movilidad más saludables.

## Diferencias con Zona 30

La velocidad máxima de los vehículos está fijada en 30 kilómetros por hora. Los peatones tienen prioridad

La Zona de Prioridad Peatonal y la Zona 30 son dos conceptos relacionados con la pacificación del tráfico y la mejora de la seguridad vial en entornos urbanos, pero tienen diferencias significativas en cuanto a su diseño, objetivos y normativa. Mientras que la Zona de Prioridad Peatonal está diseñada para priorizar a los peatones en detrimento del tráfico motorizado, la Zona 30 se centra en reducir la velocidad de los vehículos sin restringir su acceso, pero manteniendo la prioridad de los peatones.
A continuación, se explican las principales diferencias entre ambas:

### Definición y objetivos
Ambas son herramientas valiosas para la pacificación del tráfico, pero su aplicación depende de los objetivos específicos de cada área urbana. La Zona de Prioridad Peatonal es más adecuada para áreas con alto tránsito peatonal, mientras que la Zona 30 es una solución más general para mejorar la seguridad vial en calles secundarias.
- Zona de Prioridad Peatonal:  Es un tipo de vía o área urbana diseñada específicamente para priorizar a los peatones sobre los vehículos motorizados. Su objetivo principal es crear un entorno seguro y tranquilo para los residentes y peatones, reduciendo al mínimo el tráfico motorizado y fomentando la convivencia entre vehículos, ciclistas y personas. Estas zonas suelen estar en áreas residenciales, comerciales o de alto tránsito peatonal.
- Zona 30:  Es un área urbana donde se establece un límite de velocidad máximo de 30 km/h para todos los vehículos.[2] El objetivo principal es mejorar la seguridad vial, reducir el riesgo de accidentes y crear un entorno más amigable para peatones y ciclistas, sin restringir el tráfico motorizado. Las Zonas 30 suelen implementarse en calles secundarias o áreas con alta densidad de población.[3]

### Límites de velocidad

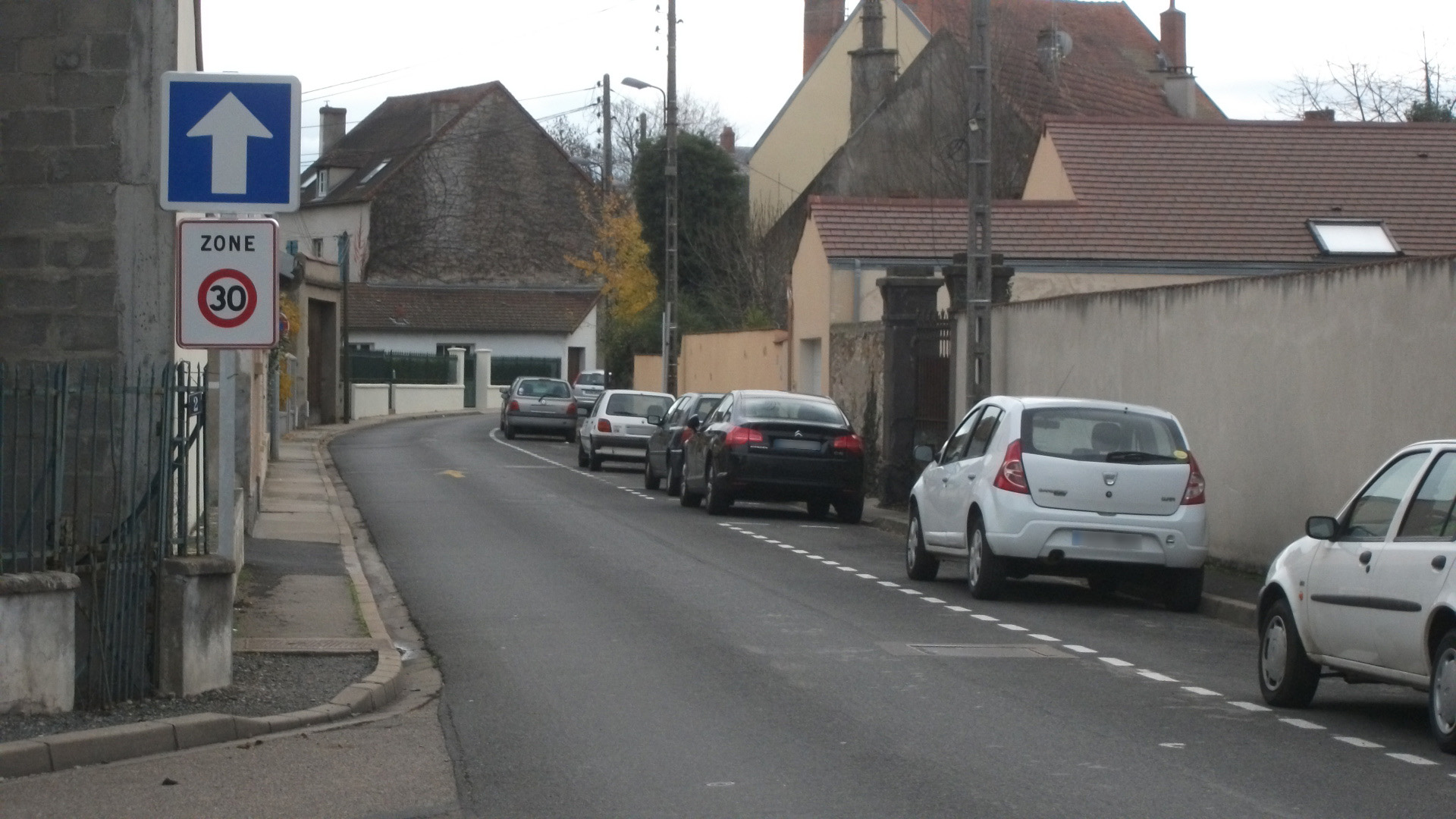
Zona 30 en la calle Jean-Baptiste Bru en Cusset, Francia

El límite de velocidad, garantiza un flujo de tráfico constante con menos congestión vehicular, y consigue que pasear en bicicleta, caminar o utilizar el autobús o el metro sean actividades más agradables. Esto a su vez, anima a las personas a adoptar estos medios, lo que reduce todavía más las emisiones de efecto invernadero.
- Zona de Prioridad Peatonal:  En estas zonas, la velocidad de los vehículos suele estar limitada a 10-20 km/h, y en algunos casos, los vehículos pueden estar restringidos o solo se permite su acceso para residentes o servicios. El diseño de la vía prioriza claramente a los peatones.
- Zona 30:  Como su nombre indica, el límite de velocidad en estas áreas es de 30 km/h. Aunque se reduce la velocidad, el tráfico motorizado no está restringido y los vehículos pueden circular con normalidad, siempre respetando el límite establecido.[5]

### Diseño y características
- Zona de Prioridad Peatonal:
  - Aceras amplias y pasos peatonales bien señalizados.
  - Reductores de velocidad (badenes, lomos de asno) y otros elementos de calmado de tráfico.
  - Señalización específica (por ejemplo, señales S-28 y S-29 en España).
  - Posibilidad de incluir áreas peatonales exclusivas o semipeatonales (donde los vehículos tienen acceso limitado).
  - Espacios para bicicletas y mobiliario urbano que fomenta la interacción social.
- Zona 30:
  - Diseño más sencillo, sin necesidad de infraestructuras complejas.
  - Señalización vertical y horizontal que indica el límite de velocidad.
  - Puede incluir elementos de calmado de tráfico, como bandas sonoras o lomos de asno
  - No se restringe el acceso o aparcamiento de vehículos, pero se fomenta una conducción más lenta y segura.

### Uso y normativa
- Zona de Prioridad Peatonal:
  - Está pensada para áreas donde los peatones son el elemento principal, como calles residenciales, zonas comerciales o áreas escolares.
  - Los vehículos tienen un papel secundario y, en algunos casos, solo se permite el acceso a residentes o vehículos de servicios.
  - La normativa suele ser más estricta, con prioridad absoluta para los peatones.
- Zona 30:
  - Se aplica en calles secundarias o áreas urbanas con tráfico moderado, donde se busca reducir la velocidad sin restringir el acceso de vehículos.
  - La normativa se centra en el límite de velocidad, añadiendo la prioridad para los peatones.
  - Es una medida más generalizada y menos restrictiva que la Zona de Prioridad Peatonal.

### Ejemplos de aplicación
- Zona de Prioridad Peatonal:

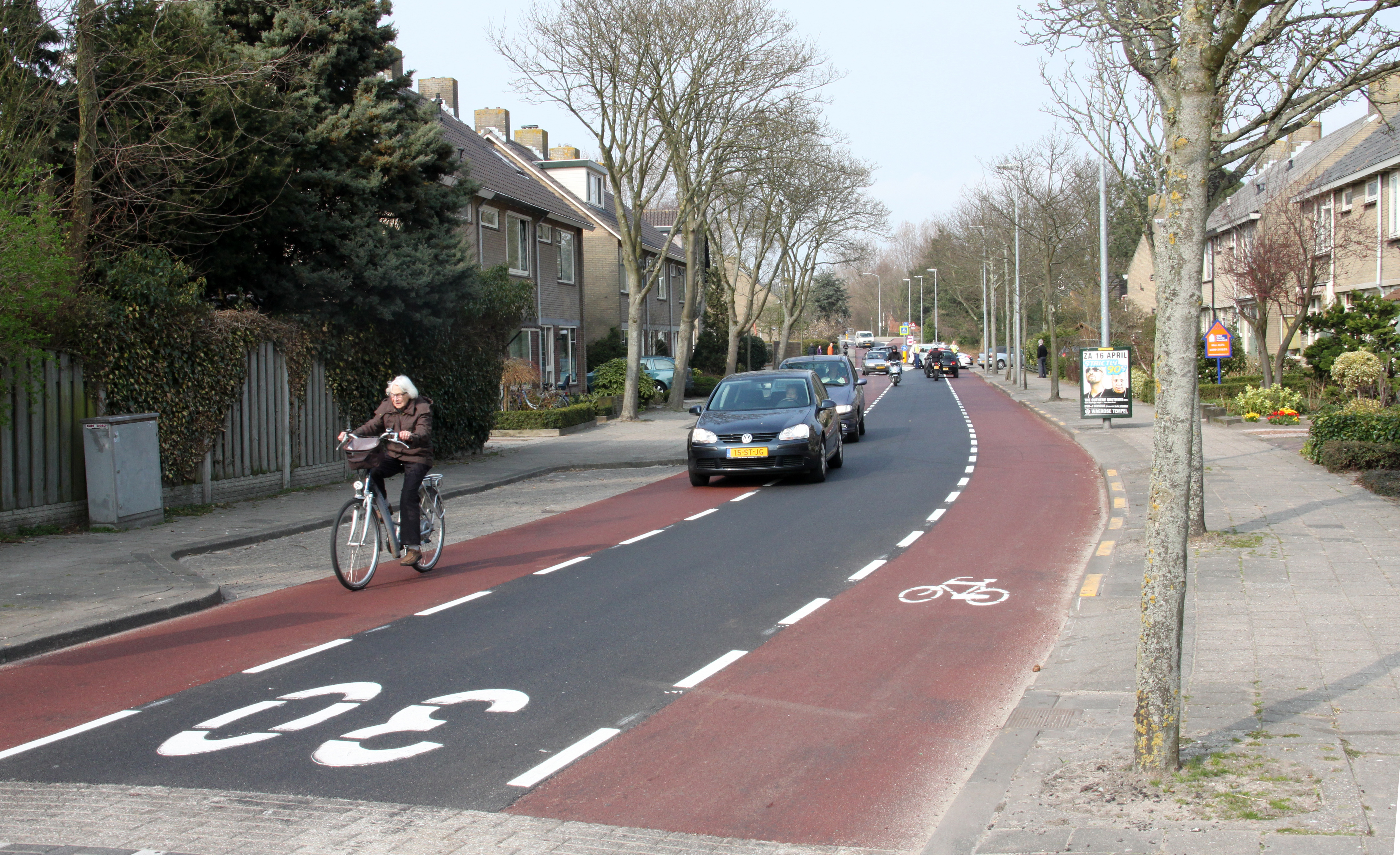
Zona 30 y ciclovías en Ouddorp, Países Bajos

  - Calles semi-peatonales en centros históricos.
  - Áreas residenciales con alta densidad de peatones, como barrios con escuelas o parques.
  - Zonas comerciales con tránsito peatonal intenso.
- Zona 30:
  - Calles secundarias en barrios residenciales.
  - Áreas urbanas con alta densidad de población y tráfico moderado y posibilidad de aparcamiento
  - Entornos escolares o sanitarios donde se busca mejorar la seguridad vial.

### Beneficios comparativos
- Zona de Prioridad Peatonal:
  - Mayor seguridad para peatones y ciclistas.
  - Reducción significativa del tráfico motorizado.
  - Entorno más tranquilo y agradable para los residentes.
  - Fomento de la movilidad activa (caminar y pedalear).
- Zona 30:
  - Mejora de la seguridad vial al reducir la velocidad de los vehículos.
  - Menor riesgo de accidentes graves.
  - Reducción del ruido y la contaminación en áreas urbanas.
  - Implementación más sencilla y menos costosa que una Zona de Prioridad Peatonal.